# Igor Ozim
Igor Ozim, slovenski violinist in violinski pedagog, * 9. maj 1931, Ljubljana, † 23. marec 2024.
Eden njegovih prvih učiteljev violine je bil Leon Pfeifer v Ljubljani, nato je študiral pri Maxu Rostalu v Londonu. Leta 1951 je osvojil nagrado Carl-Flesch, leta 1953 pa zmagal na mednarodnem tekomovanju ARD. Ozim je postal koncertni violinist svetovnega slovesa, ki je nastopil z mnogimi najuglednejšimi svetovnimi orkestri, npr. Londonska filharmonija, Varšavska filharmonija, Berlinska filharmonija. Bil je dolgoletni profesor na visoki šoli za glasbo v Kölnu, na visoki šoli za glasbo v Bernu in na Mozarteumu v Salzburgu.  Ob 90-letnici mu je RTV-založba skupaj s partnerji poklonila dvojni CD album Koncerti. 

## Odlikovanja, priznanja in nagrade
Leta 1957 je prejel Prešernovo nagrado, 2001 častni znak svobode Republike Slovenije »za posebne glasbene zasluge ob 300 letnici Academiae Philcarmonicorum Labacensium«. Dne 30.11.2010 je bil na predlog ljubljanske Akademije za glasbo proglešen za častnega doktorja Univerze v Ljubljani, 2008 pa je bil imenovan za častnega člana Slovenske filharmonije.